# St. Nikolaus (Greilsberg)

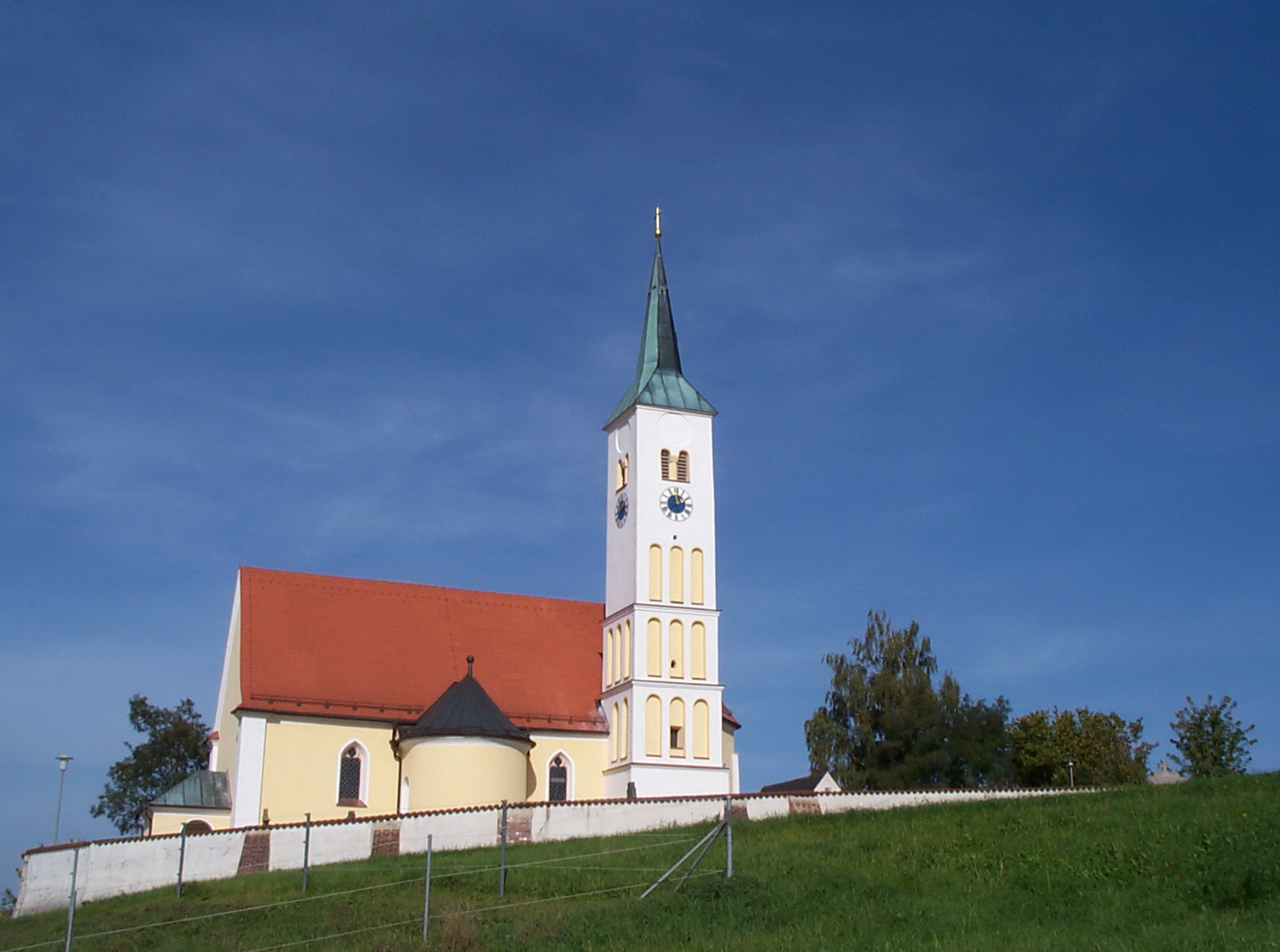
Kirche St. Nikolaus in Greilsberg

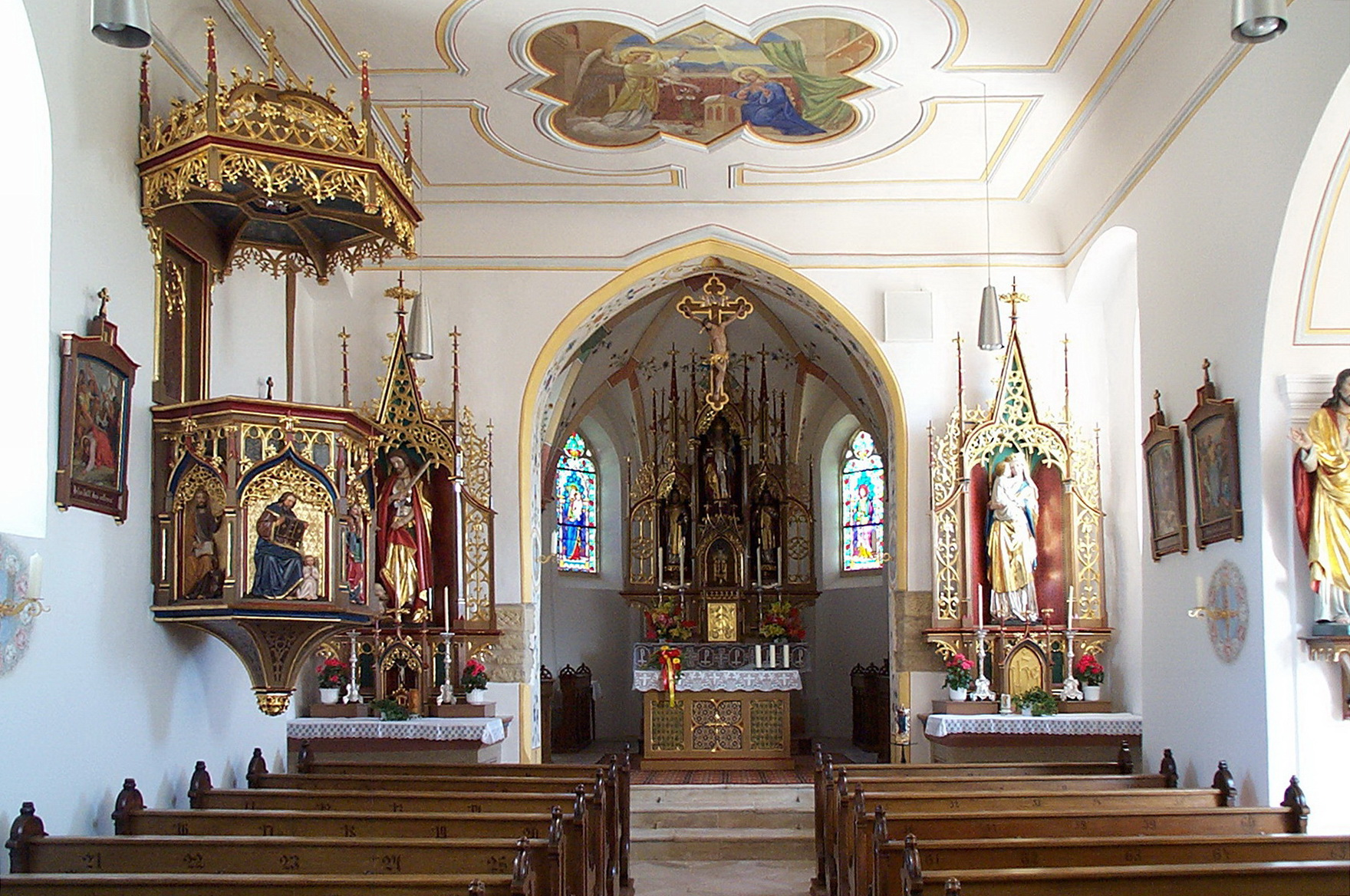
Innenansicht der Kirche St. Nikolaus

Die römisch-katholische Expositurkirche St. Nikolaus in Greilsberg, einem Gemeindeteil von Bayerbach bei Ergoldsbach im niederbayerischen Landkreis Landshut, ist eine im Kern spätgotische Saalkirche aus dem 15. Jahrhundert. Die südseitig angebaute Kapelle ist barock und wurde im 17. Jahrhundert ergänzt. Die heutige neugotische Ausstattung stammt aus dem 19. Jahrhundert.
Die Expositur Greilsberg wird heute von der Pfarreiengemeinschaft Ergoldsbach–Bayerbach seelsorgerisch betreut.

## Geschichte
St. Nikolaus ist eine Saalkirche, die im 15. Jahrhundert erbaut sowie im 17. und 19. Jahrhundert erweitert wurde. Es gibt untertägige mittelalterliche und frühneuzeitliche Befunde im Bereich der Filialkirche, darunter Spuren von Vorgängerbauten bzw. älterer Bauphasen sowie mit Elementen einer Wehrkirche.

## Beschreibung
Die im Kern spätgotische Saalkirche mit barockem Kapellenanbau auf der Südseite wird außen durch Ecklisenen und Putzbänder, am Chor durch Dreieckstreben gegliedert. Der südlich angebaute, fünfgeschossige Chorflankenturm weist eine ausgeprägte Geschossgliederung auf. Vom zweiten bis zum vierten Geschoss wird er von Rundbogenblenden aufgelockert. Den oberen Abschluss bildet ein Spitzhelm.
Während im Chor das spätgotische Rippengewölbe erhalten ist, wird das Langhaus wird von einer barocke Flachdecke über einer Hohlkehle überspannt. Die spitzbogigen Fensteröffnungen werden innen von Stichbogenblenden eingerahmt. Die Ausstattung ist überwiegend neugotisch.
Die Kirche befindet sich inmitten eines Friedhofs, der von einer Mauer umgeben ist, auf einer Anhöhe östlich des Bayerbacher Bachs.